# Епархия Мусомы
Епархия Мусомы (лат. Dioecesis Musomensis) — епархия Римско-Католической церкви с центром в городе Мусома, Танзания. Епархия Мусомы входит в митрополию Мванзы. Кафедральным собором епархии Мусомы является церковь Пресвятой Девы Марии Матери Божьей.

## История
11 апреля 1946 года Римский папа Пий XII издал буллу «Quo in Tanganikensi», которой учредил апостольский викариат Мусомы и Масвы, выделив его из апостольского викариата Мванзы (сегодня — архиепархия Мванзы).
24 июня 1950 года Римский папа Пий XII издал буллу «Christiano Nomini», которой разделил апостольский викариат Мусомы и Масвы на апостольский викариат Масвы (сегодня — епархия Шиньянги) и апостольскую префектуру Мусомы.
5 июля 1957 года Римский папа Пий XII издал буллу «Quam pollicitationem», которой преобразовал апостольскую префектуру Мусомы в епархию. Первоначально епархия Мусомы являлась суффраганной по отношению к архиепархии Таборы.
18 ноября 1987 года епархия Мусомы вошла в состав церковной провинции Мванзы.
27 ноября 2010 года епархия Мусомы передала часть своей территории для создания епархии Бунды.

## Ординарии епархии
- епископ Joseph Blomjous, M.Afr. (11.04.1946 — 25.06.1950), назначен апостольским викарием Мванзы;
- священник Giuseppe Gerardo Grondin, M.M. (1950 — 1957);
- епископ John James Rudin, M.M. (5.07.1957 — 12.01.1979);
- епископ Anthony Mayala (12.01.1979 — 18.11.1987), назначен архиепископом Мванзы;
- епископ Justin Tetmu Samba (25.10.1988 — 23.08.2006);
- епископ Michael George Mabuga Msonganzila (10.11.2007 — по настоящее время).